# ノーベル平和賞コンサート
ノーベル平和賞コンサート（ノーベルへいわしょうコンサート、Nobel Peace Prize Concert）は毎年12月11日にノルウェーの首都オスロのオスロ・スペクトラムで行われるノーベル平和賞記念祝賀コンサート。

## 概要
1994年に第1回コンサートが開催されて以来、毎年ノーベル平和賞の受賞者と7000名の観衆の下開催されている。また、記念コンサートの演奏はノルウェー放送管弦楽団、テレビ中継はNRKで中継するほか、世界100カ国以上で放送される。